# Кольонія-Мровіна
Кольонія-Мровіна (пол. Kolonia Mrowina) — село в Польщі, у гміні Ключевсько Влощовського повіту Свентокшиського воєводства.
Населення — 123 особи (2011).
У 1975-1998 роках село належало до Пйотрковського воєводства.

## Демографія
Демографічна структура на день 31 березня 2011 року:
|          | Загалом | Допрацездатний вік | Працездатний вік | Постпрацездатний вік |
| -------- | ------- | ------------------ | ---------------- | -------------------- |
| Чоловіки | 64      | 14                 | 42               | 8                    |
| Жінки    | 59      | 12                 | 31               | 16                   |
| Разом    | 123     | 26                 | 73               | 24                   |